# 淡江大學系所列表
以下列出了淡江大學各學院所屬之學系與研究所，並概述院系所之變革。

## 淡水校園

### 教學單位
| 文學院 （5學系）                    | 系所名稱                                              | 日間學士班 | 進修學士班 | 碩士（含在職專班） | 博士   |
| ----------------------------------- | ----------------------------------------------------- | ---------- | ---------- | ------------------ | ------ |
| 文學院 （5學系）                    | 中國文學學系                                          | ✔          | 不適用     | ✔                  | ✔      |
| 文學院 （5學系）                    | 歷史學系                                              | ✔          | 不適用     | ✔                  | 不適用 |
| 文學院 （5學系）                    | 資訊與圖書館學系                                      | ✔          | 不適用     | ✔                  | 不適用 |
| 文學院 （5學系）                    | 大眾傳播學系                                          | ✔          | 不適用     | ✔                  | 不適用 |
| 文學院 （5學系）                    | 資訊傳播學系                                          | ✔          | 不適用     | ✔                  | 不適用 |
| 外國語文學院 （6學系）              | 英文學系                                              | ✔          | ✔          | ✔                  | ✔      |
| 外國語文學院 （6學系）              | 西班牙語文學系                                        | ✔          | 不適用     | 不適用             | 不適用 |
| 外國語文學院 （6學系）              | 法國語文學系                                          | ✔          | 不適用     | ✔                  | 不適用 |
| 外國語文學院 （6學系）              | 德國語文學系                                          | ✔          | 不適用     | 不適用             | 不適用 |
| 外國語文學院 （6學系）              | 日本語文學系                                          | ✔          | ✔          | ✔                  | 不適用 |
| 外國語文學院 （6學系）              | 俄國語文學系                                          | ✔          | 不適用     | 不適用             | 不適用 |
| 理學院 （3學系1學位學程1博士班）    | 數學學系                                              | ✔          | 不適用     | ✔                  | 不適用 |
| 理學院 （3學系1學位學程1博士班）    | 物理學系                                              | ✔          | 不適用     | ✔                  | ✔      |
| 理學院 （3學系1學位學程1博士班）    | 化學學系                                              | ✔          | 不適用     | ✔                  | ✔      |
| 理學院 （3學系1學位學程1博士班）    | 尖端材料科學學士學位學程                              | ✔          | 不適用     | 不適用             | 不適用 |
| 理學院 （3學系1學位學程1博士班）    | 理學院應用科學博士班                                  | 不適用     | 不適用     | 不適用             | ✔      |
| 工學院 （8學系）                    | 建築學系                                              | ✔          | 不適用     | ✔                  | ✔      |
| 工學院 （8學系）                    | 土木工程學系                                          | ✔          | 不適用     | ✔                  | ✔      |
| 工學院 （8學系）                    | 水資源及環境工程學系                                  | ✔          | 不適用     | ✔                  | ✔      |
| 工學院 （8學系）                    | 電機工程學系                                          | ✔          | ✔          | ✔                  | ✔      |
| 工學院 （8學系）                    | 化學工程與材料工程學系                                | ✔          | 不適用     | ✔                  | ✔      |
| 工學院 （8學系）                    | 機械與機電工程學系                                    | ✔          | 不適用     | ✔                  | ✔      |
| 工學院 （8學系）                    | 資訊工程學系                                          | ✔          | ✔          | ✔                  | ✔      |
| 工學院 （8學系）                    | 航空太空工程學系                                      | ✔          | 不適用     | ✔                  | 不適用 |
| 商管學院 （12學系1學位學程1碩專班） | 國際企業學系                                          | ✔          | ✔          | ✔                  | 不適用 |
| 商管學院 （12學系1學位學程1碩專班） | 財務金融學系                                          | ✔          | ✔          | ✔                  | ✔      |
| 商管學院 （12學系1學位學程1碩專班） | 風險管理與保險學系                                    | ✔          | 不適用     | ✔                  | 不適用 |
| 商管學院 （12學系1學位學程1碩專班） | 產業經濟學系                                          | ✔          | 不適用     | ✔                  | ✔      |
| 商管學院 （12學系1學位學程1碩專班） | 經濟學系                                              | ✔          | 不適用     | ✔                  | 不適用 |
| 商管學院 （12學系1學位學程1碩專班） | 企業管理學系                                          | ✔          | ✔          | ✔                  | ✔      |
| 商管學院 （12學系1學位學程1碩專班） | 會計學系                                              | ✔          | 不適用     | ✔                  | 不適用 |
| 商管學院 （12學系1學位學程1碩專班） | 統計學系                                              | ✔          | 不適用     | ✔                  | 不適用 |
| 商管學院 （12學系1學位學程1碩專班） | 資訊管理學系                                          | ✔          | 不適用     | ✔                  | 不適用 |
| 商管學院 （12學系1學位學程1碩專班） | 運輸管理學系                                          | ✔          | 不適用     | ✔                  | 不適用 |
| 商管學院 （12學系1學位學程1碩專班） | 公共行政學系                                          | ✔          | ✔          | ✔                  | 不適用 |
| 商管學院 （12學系1學位學程1碩專班） | 管理科學學系                                          | ✔          | 不適用     | ✔                  | ✔      |
| 商管學院 （12學系1學位學程1碩專班） | 商管碩士在職專班                                      | 不適用     | 不適用     | ✔                  | 不適用 |
| 商管學院 （12學系1學位學程1碩專班） | 淡江大學暨澳洲昆士蘭科技大學 財金全英語雙碩士學位學程 | 不適用     | 不適用     | ✔                  | 不適用 |
| 教育學院 （2學系1碩士班）           | 教育科技學系                                          | ✔          | 不適用     | ✔                  | 不適用 |
| 教育學院 （2學系1碩士班）           | 教育與未來設計學系                                    | ✔          | 不適用     | ✔                  | ✔      |
| 教育學院 （2學系1碩士班）           | 教育心理與諮商研究所                                  | 不適用     | 不適用     | ✔                  | 不適用 |
| 國際事務學院 （3學系1研究所）       | 外交與國際關係學系                                    | ✔          | 不適用     | ✔                  | ✔      |
| 國際事務學院 （3學系1研究所）       | 國際觀光管理學系全英語學士班                          | ✔          | 不適用     | 不適用             | 不適用 |
| 國際事務學院 （3學系1研究所）       | 全球政治經濟學系                                      | ✔          | 不適用     | ✔                  | 不適用 |
| 國際事務學院 （3學系1研究所）       | 國際事務與戰略研究所                                  | 不適用     | 不適用     | ✔                  | ✔      |
| AI創智學院                          | 人工智慧學系                                          | ✔          | 不適用     | 不適用             | 不適用 |
| 網路校園                            | 拉丁美洲研究所亞太研究數位學習碩士在職專班            | 不適用     | 不適用     | ✔                  | 不適用 |
| 網路校園                            | 教育科技學系數位學習碩士在職專班                      | 不適用     | 不適用     | ✔                  | 不適用 |
| 網路校園                            | 資訊與圖書館學系數位學習碩士在職專班                  | 不適用     | 不適用     | ✔                  | 不適用 |

### 研究中心
| 理學院 | - 生命科學開發中心 | - 科學教育中心 |
| 理學院 | - X光科學研究中心  |                |

| 工學院 | - 無人機應用研究中心 | - 物聯網與大數據研究中心 |
| 工學院 | - 水處理科技研究中心 |                          |

| 商管學院 | - 兩岸金融研究中心         | - 統計調查研究中心 |
| 商管學院 | - 資訊科技使用行為研究中心 |                    |

| 國際事務學院 | - 整合戰略與科技中心 | - 日本研究中心             |
| 國際事務學院 | - 歐洲聯盟研究中心   | - 東協研究中心             |
| 國際事務學院 | - 兩岸關係研究中心   | - 新南向與一帶一路研究中心 |

| 教育學院 | - 師資培育中心 | - 策略遠見研究中心 |

| 研究發展處 | - 水資源管理與政策研究中心 | - 風工程研究中心                     |
| 研究發展處 | - 數位語文研究中心         | - 工程法律研究發展中心               |
| 研究發展處 | - 智慧自動化與機器人中心   | - 運輸與物流研究中心                 |
| 研究發展處 | - 村上春樹研究中心         | - 臨床醫學資訊系統發展與應用研究中心 |
| 研究發展處 | - 水環境資訊研究中心       | - 海洋及水下科技研究中心             |

### 備註
1. ↑  博士班於111學年度停招
2. ↑  碩士班分為兩組：學習領導與教育發展組、未來學組；另設有課程教學碩士在職專班、前瞻教育領導與科技管理博士班
3. ↑  111學年度與歐洲研究所、中國大陸研究所整併，整併後含全英語學士班、歐洲研究碩／博士班、中國大陸研究碩／碩在職專班
4. ↑  111學年度與拉丁美洲研究所、日本政經研究所整併，整併後含全英語學士班、日本政經研究碩士班、拉丁美洲研究碩／碩在職專班

## 院系所變革
文學院（1966年設立）
文學院原為文學部，係淡大校史中最悠久之學院，初期共有8個學系（中文、歷史、教育資料科學、英文、西班牙文、德文、法文、日文）和3個研究所（西洋語文、歐洲、美國）。1980年，文學部改制為文學院。1992年，院下外語相關系所和西洋語文研究所分立為一獨立學院。
文學院目前5個學系課程領域含括人文藝術與傳播科學，以傳承文化出發，希望建構出學生在文創產業及數位學習的核心競爭力。
| 系所             | 設立年份 | 舊名稱                             |
| ---------------- | -------- | ---------------------------------- |
| 中國文學學系     | 1956年   | 國文科（1956年～1958年）           |
| 歷史學系         | 1966年   | 不適用                             |
| 資訊與圖書館學系 | 1971年   | 教育資料科學學系（1971年～2000年） |
| 大眾傳播學系     | 1983年   | 不適用                             |
| 資訊傳播學系     | 1998年   | 不適用                             |

外國語文學院（1992年設立）
外國語文學院設立初期，由原隸屬文學院之5學系和1研究所組成，1993年增設俄語系後始具目前規模。
該院特色為語文訓練、文學、翻譯、應用文等課程；除了積極培養學生之外語專才，更自1994年開始推動大三學生出國修習學分計畫，希望透過該計畫和校內活動舉辦（外語週、學術研討會等）拓展國際視野。
由於少子化致使招生狀況不理想，自114學年（2025年）起，原西班牙語文學系、法國語文學系、德國語文學系、俄國語文學系等4個科系整併為「歐語學系」並分組。
| 系所           | 設立年份 | 舊名稱                         |
| -------------- | -------- | ------------------------------ |
| 英文學系       | 1954年   | 英國語文學系（1954年～2002年） |
| 西班牙語文學系 | 1962年   | 不適用                         |
| 法國語文學系   | 1975年   | 不適用                         |
| 德國語文學系   | 1975年   | 不適用                         |
| 日本語文學系   | 1966年   | 東方語文學系（1966年～1985年） |
| 俄國語文學系   | 1993年   | 不適用                         |

理學院（1966年設立）
| 系所     | 設立年份 | 舊名稱 |
| -------- | -------- | ------ |
| 數學學系 | 1958年   | 不適用 |
| 物理學系 | 1963年   | 不適用 |
| 化學學系 | 1958年   | 不適用 |

工學院（1966年設立）
| 系所                   | 設立年份 | 舊名稱 |
| ---------------------- | -------- | --- |
| 建築學系               | 1964年   | 不適用 |
| 土木工程學系           | 1960年   | 測量科（1960年～1967年）                                                                                           |
| 水資源及環境工程學系   | 1964年   | 灌溉工程與水土保持科（1964年～1967年） 灌溉工程學系／水土保持學系（1967年～1970年） 水利工程學系（1970年～1988年） |
| 機械與機電工程學系     | 1970年   | 機械工程學系（1970年～2002年）                                                                                     |
| 化學工程與材料工程學系 | 1971年   | 化學工程學系（1971年～2003年）                                                                                     |
| 電機工程學系           | 1971年   | 電子工程學系（1971年～1993年）                                                                                     |
| 資訊工程學系           | 1969年   | 電子計算機科學學系（1969年～1992年）                                                                               |
| 航空太空工程學系       | 1972年   | 航空工程學系（1972年～1996年）                                                                                     |
| 人工智慧學系           | 2021年   | 不適用 |

商管學院（2012年設立）
商管學院由商學院及管理學院合併而成，目標為培育國際視野的商業及管理人才。目前設有12個學系，其中與澳洲昆士蘭大學合作開設的雙聯碩士學程為重點發展特色。
| 系所               | 設立年份 | 舊名稱                                                        |
| ------------------ | -------- | ------------------------------------------------------------- |
| 國際企業學系       | 1957年   | 國際貿易學系（1957年～2010年）                                |
| 財務金融學系       | 1965年   | 銀行保險學系（1965年～1973年） 銀行學系（1973年～1988年）     |
| 風險管理與保險學系 | 1965年   | 銀行保險學系（1965年～1973年） 保險學系（1973年～2018年）     |
| 產業經濟學系       | 1970年   | 合作經濟學系（1970年～1992年）                                |
| 經濟學系           | 1964年   | 合作學系（1964年～1975年） 合作經濟學系（1975年～1980年）     |
| 企業管理學系       | 1957年   | 商學系（1957年～1965年） 工商管理學系（1965年～1966年）       |
| 會計學系           | 1963年   | 會計統計學系會計組（1963年～1973年）                          |
| 統計學系           | 1963年   | 會計統計學系統計組（1963年～1973年）                          |
| 資訊管理學系       | 1985年   | 不適用                                                        |
| 運輸管理學系       | 1986年   | 交通管理學系（1986年～1999年）                                |
| 公共行政學系       | 1964年   | 不適用                                                        |
| 管理科學學系       | 1972年   | 管理科學學系（1972年～2002年） 經營決策學系（2002年～2011年） |

國際事務學院（1992年設立）
國際事務學院原名「國際研究學院」，2018年改為現名，目前設有3學系1研究所5研究中心，具備國內大專院校最完整的國際及區域事務研究體系。
| 系所                 | 設立年份 | 舊名稱                                 |
| -------------------- | -------- | -------------------------------------- |
| 外交與國際關係學系   | 2015年   | 不適用                                 |
| 全球政治經濟學系     | 2005年   | 不適用                                 |
| 國際觀光管理學系     |          | 不適用                                 |
| 國際事務與戰略研究所 | 1982年   | 國際事務與策略研究所（1982年～1983年） |

教育學院（2000年設立）
教育學院肇始於1995年成立之「教育發展中心」（分為教學科技、教育學程、通識與核心課程教學及未來研究四組，其中僅教學科技組為教學支援單位）。創辦人之一張建邦博士指示將設立以研究所為主體，目標培育教育理論研究之專業人才的學院。
2000年教育學院設立，納入原隸屬文學院之教育科技學系和師資培育中心（原教育發展中心教育學程組），經歷多次院系所調整及整併，目前共有1學系4研究所。近年的更動為2006年，配合行政一級單位「學習與教學中心」成立，所屬本院之高等教育研究與評鑑中心改制為「教學評鑑發展組」、遠距教學中心改制為「遠距教學發展組」並改隸該中心。
| 系所               | 設立年份 | 舊名稱 |
| ------------------ | -------- | ------ |
| 教育科技學系       | 1997年   | 不適用 |
| 教育與未來設計學系 | 2021年   | 不適用 |

## 全球發展學院
1985年，創辦人之一的張建邦有意在宜蘭縣興學，但受限於當時法規未能順利推動淡大籌設分校，遂以「宜江大學」為名開始建校相關程序，但因經費問題而擱置，最終宜江大學籌備處決議由淡大收購學校預定地，接手後續問題。
淡大則在《私立學校法》針對私校籌設分校的限制修正後，1997年成立蘭陽校區籌備委員會，計畫設立創業發展、全球化研發、社區發展3間學院、12個學系，目標招收5000名學生。但因錯估社會情勢，導致蘭陽校區正式招生後至今，發展狀況未達預計規模。張建邦則建議仿英國劍橋大學及牛津大學的全師生住宿制，推動「精緻化教學」，進而有全球創業發展學院之創立。
全球發展學院2005年設立，是淡大蘭陽校區唯一的學院，「三全策略」（全英語授課、全師生住宿、全大三出國）為學院特色。該學院經多年發展，最終設有資訊創新與科技學系、英美語言文化學系、國際觀光管理學系、全球政治經濟學系等四學系。
2022年，該學院轄下四學系與淡水校區相關學院系所進行整併。資訊創新與科技學系併入資訊工程學系、英美語言文化學系併入英文學系；國際觀光管理學系、全球政治經濟學系改隸國際事務學院。